# Paraphidippus mexicanus
Paraphidippus mexicanus là một loài nhện trong họ Salticidae.
Loài này thuộc chi Paraphidippus. Paraphidippus mexicanus được Elizabeth Maria Gifford Peckham & George William Peckham miêu tả năm 1888.